# بخش میناس (استان کوردوبا)
بخش میناس (به اسپانیایی: Departamento Minas) یک منطقهٔ مسکونی در آرژانتین است که در استان کوردوبا، آرژانتین واقع شده‌است. بخش میناس ۳٬۷۳۰ کیلومتر مربع مساحت و ۴٬۸۸۱ نفر جمعیت دارد.